# 520er
Portal Geschichte | Portal Biografien | Aktuelle Ereignisse | Jahreskalender | Tagesartikel

◄ |
5. Jh. |
6. Jahrhundert
| 7. Jh. | ►

◄ |
490er |
500er |
510er |
520er
| 530er | 540er | 550er | ►

520 |
521 |
522 |
523 |
524 |
525 |
526 |
527 |
528 |
529

## Ereignisse
- 520: Theoderich der Große lässt sein Grabmal in Ravenna errichten, das Mausoleum des Theoderich.
- 523: Der Philosoph Boethius, der kurz zuvor noch zum höchsten Staatsbeamten im Ostgotenreich befördert worden war, wird von König Theoderich dem Großen unter der Anklage, Boëthius habe sich gegen ihn verschworen, inhaftiert. Im Gefängnis verfasst Boëthius sein Hauptwerk Der Trost der Philosophie.
- 524: Die Burgunder schlagen die Franken in der Schlacht bei Vézeronce.
- 525: Im Jahre 1278 (nach römischer Zeitrechnung) schlägt der christliche Mönch Dionysius Exiguus vor, unsere Zeitrechnung mit der Geburt Christi beginnen zu lassen. Er berechnet, dass diese vor 525 Jahren stattgefunden haben müsse, d. h. im Jahre 753 nach römischer Zeitrechnung. Er setzt als die laufende Jahreszahl das Jahr 525 fest.
- 30. August 526: Theoderich der Große stirbt.
- 1. August 527: Justinian I. wird nach dem Tod seines Onkels Justin I. dessen Nachfolger als oströmischer Kaiser.
- 19. Februar 528: Justinian I. ordnet die Erstellung des Corpus iuris civilis an.
- 529: Benedikt von Nursia gründet auf dem Monte Cassino ein Kloster und damit den Benediktinerorden.
- 529: Die Akademie des Platon in Athen wird als heidnisches Überbleibsel von Kaiser Justinian I. geschlossen. Einige der Akademie-Philosophen (z. B. Simplikios) finden wenig später Aufnahme in Persien.